# Théorèmes sur les singularités

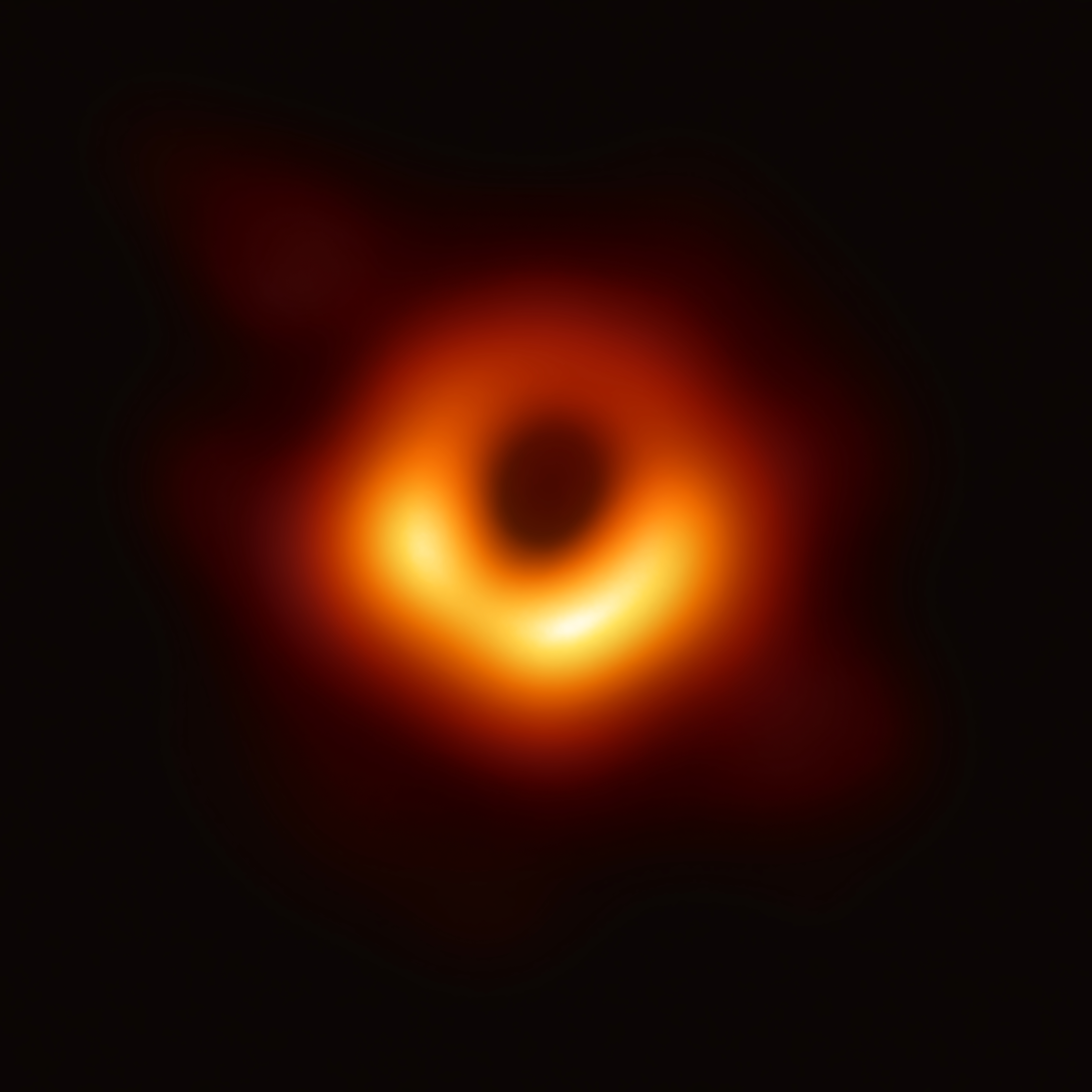
Le disque d'accrétion du trou noir M87* imagé par l'Event Horizon Telescope

Les théorèmes sur les singularités sont l'aboutissement des travaux effectués en relativité générale par Stephen Hawking et Roger Penrose à la fin des années 1960 et au début des années 1970. Ces travaux avaient pour but de déterminer sous quelles conditions la formation d'un trou noir ou d'une singularité gravitationnelle est inéluctable.

## Objectifs et résultats principaux
La raison d'être de ces travaux est que, à l'époque, les simulations numériques ne permettaient pas de déterminer l'évolution de l'effondrement gravitationnel du cœur d'une étoile massive (explosion de supernovae de type Ib, Ic, Id, Ie ou II). Seules des solutions analytiques, supposant que l'étoile possédait une symétrie sphérique, étaient connues. Ces solutions indiquaient que la formation d'un trou noir était possible sous certaines conditions, mais il n'était pas clair que la prise en compte d'un écart à la symétrie sphérique ou de la rotation de l'étoile ne permettent d'arriver aux mêmes conclusions. Par exemple, il était envisageable que la rotation de l'étoile contribue à éjecter une partie de sa matière lors de l'effondrement, empêchant ainsi la formation du trou noir. 
Les théorèmes sur les singularités ont permis de résoudre ces questions. Ils indiquent en effet que, sous des hypothèses extrêmement générales, la formation d'un horizon et par la suite d'une singularité est inéluctable. Ces conditions sont à tel point génériques qu'elles ne nécessitent même pas que la théorie qui décrit la gravitation soit nécessairement la relativité générale : d'autres théories de la gravitation donnent également lieu à la formation de trous noirs, pourvu qu'elles soient des théories dites « métriques de la gravité », c'est-à-dire que le champ gravitationnel s'identifie aux propriétés de la métrique de l'espace-temps. L'autre condition nécessaire pour l'application des théorèmes sur les singularités est que l'attraction gravitationnelle soit attractive, ce qui suppose que la pression du cœur de l'étoile ne soit pas trop négative. Techniquement, on dit que la matière doit satisfaire à la condition forte sur l'énergie. Aucune équation d'état de la matière dense ne prédisant l'existence d'une pression négative à haute densité, cette condition est trivialement vérifiée.
Les théorèmes sur les singularités peuvent être également appliqués au domaine de la cosmologie. Cette fois, ils permettent de déterminer sous quelles conditions l'Univers observable est nécessairement issu d'une singularité gravitationnelle lors du Big Bang. Les théorèmes sur les singularités indiquent que l'existence d'une singularité initiale est inéluctable sous les mêmes hypothèses que précédemment. À l'époque de l'élaboration des théorèmes sur les singularités, il apparaissait évident que la pression de la matière devait toujours être positive, et donc que la condition forte sur l'énergie, et par suite les conditions sur les théorèmes sur les singularités étaient vérifiées. Cependant, rien n'assure que la pression de la matière dans l'Univers primordial n'était pas négative, et nombre de modèles cosmologiques récents permettent d'envisager une telle hypothèse, notamment l'inflation cosmique et le pré Big Bang. Aussi, rien ne permet d'affirmer avec certitude que l'Univers observable est effectivement issu d'une singularité gravitationnelle.

## Sources
Travaux de Stephen Hawking et de Roger Penrose
- (en) Roger Penrose, « Gravitational collapse and space-time singularities », Physical Review Letters, vol. 14, no 3,‎ 18 janvier 1965, p. 57-59 (DOI 10.1103/PhysRevLett.14.57, Bibcode 1965PhRvL..14...57P)
- (en) Stephen W. Hawking, « The occurrence of singularities in cosmology. I. », Proceedings of the Royal Society, a, vol. 294, no 1439,‎ 18 octobre 1966, p. 511-521 (DOI 10.1098/rspa.1966.0221, résumé)
- (en) Stephen W. Hawking, « The occurrence of singularities in cosmology. II. », Proceedings of the Royal Society, a, vol. 295, no 1443,‎ 20 décembre 1966, p. 490-493 (DOI 10.1098/rspa.1966.0255, résumé)
- (en) Stephen W. Hawking, « The occurrence of singularities in cosmology. III. Causality and singularities », Proceedings of the Royal Society, a, vol. 300, no 1461,‎ 30 août 1967, p. 187-201 (DOI 10.1098/rspa.1967.0164, résumé)
- (en) Stephen W. Hawking et Roger Penrose, « The singularities of gravitational collapse and cosmology », Proceedings of the Royal Society, a, vol. 314, no 1519,‎ 27 janvier 1970, p. 529-548 (DOI 10.1098/rspa.1970.0021, Bibcode 1970RSPSA.314..529H, résumé)

Autres sources
- (en) S. W. Hawking et G. F. R. Ellis, The Large Scale Structure of Space-Time, Cambridge University Press, coll. « Cambridge Monographs on Mathematical Physics », 1975, 400 p. (ISBN 0521099064), chapitre 8, pages 256 à 298.
- (en) Gregory L. Naber, Spacetime and singularities : An introduction, Cambridge et New York, Cambridge University Press, coll. « London Mathematical Society student texts » (no 11), 1988, IX-178 p. (OCLC 17484179)